# 十三張麻雀
十三張麻將是麻將最流行的基本牌型。不計算花牌，開局時除了莊家有十四張牌以外，三家閒家應當有十三張牌。到食糊時，該玩家應當湊成十四張指定牌型（通常爲「四搭一對」，除非是「十三幺」等特殊牌型）。
若在遊戲進行中時，不計算花牌和槓了的牌，有玩家不愼拿多了牌，使手牌多於十三張，即視爲大相公。相反，若不愼拿少了牌，使手牌少於十三張，則爲小相公。大相公、小相公的牌皆不能食糊（除非是花糊），否則視爲詐糊。
常見的十三張麻雀有香港麻雀、廣東麻雀、上海麻雀、南昌麻雀、日本麻雀、國標麻雀、北京麻雀、美國麻雀、四川麻將等。

## 與十六張麻雀的分別
十三張麻雀以外的流行牌型，有十六張麻雀，它跟十三張麻雀的分別是多了一搭，在食糊時的指定牌型爲十七張，通常爲「五搭一對」（除非是特殊牌型）。像台灣麻雀就是十六張。